# Zobor
Der Zobor ist der Hausberg der westslowakischen Stadt Nitra. Er dominiert ihr Stadtbild – nicht nur beim Blick nach Norden – mit seiner Höhe von 588 Meter, die immerhin jene der Stadt um etwa 450 Meter überragt.
Auf den Gipfel, der durch mehrere Wanderwege erschlossen ist, kann man direkt vom nördlichen oder nordöstlichen Stadtrand aufsteigen. Zur Stadt hin fällt er mit einigen imposanten Felswänden steil ab, von wo man daher einen beeindruckenden Blick auf Nitra und die Mäander des gleichnamigen Flusses hat.
Auf dem Berg befindet sich ein Burgwall. Einzelfunde aus der Römischen Kaiserzeit sprechen für eine damalige Besiedlung des Berges. Auch in frühslawischer Zeit scheint der Berg bewohnt gewesen zu sein. So kam am südöstlichen Teil des Burgwalls eine kerbschnittverzierte silberne Fibel aus dem 7. Jahrhundert zutage. Dabei handelt es sich um eine Bügel- beziehungsweise Strahlenfibel. Sie gleicht anderen Fibeln, die etwa zusammen mit slawischer Keramik des Prager Typs oder in einem awarischen Grab bei Kiskörös (Komitat Pest) gefunden wurden. Fibeln dieses Typs werden in die erste Hälfte des 7. Jahrhunderts datiert. Auch aus dem 8. und 9. Jahrhundert liegen Einzelfunde vor.